# 朱孔阳 (1885年)
朱孔阳（1885年—1941年），中华民国大陆时期政治军事人物、银行家。授中华民国陆军中将军衔。原名鹤年，字守梅，以字行，故世称朱守梅。浙江奉化人。

## 生平
生于大清浙江省宁波府奉化县县城（今宁波市奉化区城区）。早年在奉化凤麓学堂（今奉化一中）学习，与蒋中正为同窗和好友，曾助蒋在凤麓学堂闹学潮，后结盟为兄弟。与蒋中正、周淡游、何禄山、王恩溥等10人义结金兰，是蒋两次结拜的“十兄弟”之一。1921年，赴上海经商。
1925年，蒋中正奉孙中山之命在广州筹办黄埔军校，力邀朱赴广东协助理财。朱曾先后担任黄埔军校军需处副处长、处长，经理部主任。蒋举兵北伐，朱担任国民革命军总司令部军需处长。北伐胜利后，1929年，朱出任南京国民政府军政部军需署副署长，并兼任陆海空军总司令部经理处处长。1931年1月，朱升任南京国民政府军政部军需署署长。
后因贪污渎职，1934年，遭蒋中正解除所有职务，但未遭牢狱之灾。因为朱和蒋当年在龙津学堂的老校长周枕琪居中调停，为朱说情，只撤不办，朱被撤军需署长一职，继任由周枕琪之弟周枕琴（即周骏彦）接任。撤职后的朱守梅回到浙江，1934年12月，当选浙江省政府委员。
曾集资创办浙江省地方银行，担任董事长。曾一度兼任浙江省粮食委员会主任委员。抗日战争爆发后，因日军步步进逼，浙江省战时临时政府南下西迁至金华永康，浙江省地方银行总行也搬至金华。朱因车马劳顿得病，于1941年病逝金华，灵柩后来由其后人迁回家乡奉化安葬。

## 触怒蒋中正
朱一生仰慕奉化同乡（一说钱塘人，祖籍奉化）大隐士士林逋（和靖），对林“梅妻鹤子”赞赏有加。朱酷爱梅花、白鹤，居家期间，常种梅玩鹤，聊以自娱。在军需署长任上，花费巨资在奉化修筑私家园林“梅园”，并且大兴土木修容父母墓地和祖坟。蒋中正得知后，大为震怒。朱旋即遭解职。

## 慈善事业
1906年，在奉化担任教师时期，曾主持创办奉化平民习艺所。免费招收贫家子弟入所学习竹编、木雕、漆艺、石刻等传统手工艺，帮助他们谋生。在上海经商成功后，曾大力办学，曾筹资修办县立奉化实级中学，出自赞助奉化培本幼稚园，赞助奉化县立公立医院。曾奉蒋中正之命，筹款建造辛亥革命志士周淡游陵墓。曾主持建造奉化的中山公园、总理纪念堂，纪念孙中山。
1928年，朱曾在奉化捐资创办中正图书馆，以蒋中正命名，是奉化近现代第一座公共图书馆，也是中国民国大陆时期图书馆建筑代表作，于1931年竣工。现为中正图书馆旧址，是浙江省重点文物保护单位。
抗日战争爆发后，朱奉蒋中正命筹款，主办抗日伤兵救护，曾领导建成数十所伤兵辅助医院，并主持搭建难民所难民工厂，收容抗日战争中的难民。

## 家庭
与奉化南门俞氏联姻：
- 外孙俞良钢：著名整形科医生[2]

## 遗迹
- 今浙江省宁波市奉化区锦屏街道西锦村朱守梅墓庐
- 今浙江省宁波市奉化区梅园
- 今浙江省宁波市奉化区中正图书馆旧址